# Anthicomorphus tonkineus
Anthicomorphus tonkineus is een keversoort uit de familie snoerhalskevers (Anthicidae). De wetenschappelijke naam van de soort is voor het eerst geldig gepubliceerd in 1940 door Pic.